# MGM-31 Pershing
O MGM-31 Pershing foi o primeiro e único Míssil Balístico de Médio Alcance propulsionado por um foguete de combustível sólido, em serviço no Exército dos Estados Unidos.